# UCI WorldTour Femenino 2025
El UCI WorldTour Femenino 2025 es la décima edición del máximo calendario ciclista femenino a nivel mundial.
El calendario tiene 28 carreras comenzando el 17 de enero con la disputa de la Santos Women's Tour en Australia, y finalizando el 19 de octubre con el Tour de Guangxi Femenino en la República Popular de China.

## Equipos
Para la temporada 2025 los equipos UCI Team Femenino son 15:
| Nombre                    | País                   | Código UCI |
| ------------------------- | ---------------------- | ---------- |
| AG Insurance-Soudal Team  | Bélgica                | AGS        |
| Canyon SRAM Racing        | Alemania               | CSZ        |
| Ceratizit-WNT Pro Cycling | Alemania               | CTC        |
| FDJ-SUEZ                  | Francia                | TFS        |
| Fenix-Deceuninck          | Bélgica                | FDC        |
| Human Powered Health      | Estados Unidos         | HPH        |
| Lidl-Trek                 | Estados Unidos         | LTK        |
| Liv AlUla Jayco           | Australia              | LIV        |
| Movistar Team             | España                 | MOV        |
| Roland Cycling Team       | Suiza                  | CGS        |
| Team Picnic PostNL        | Países Bajos           | TPP        |
| Team SD Worx              | Países Bajos           | SDW        |
| Team Visma-Lease a Bike   | Países Bajos           | TVL        |
| UAE Team ADQ              | Emiratos Árabes Unidos | UAD        |
| Uno-X Mobility            | Noruega                | UXM        |

## Carreras
| UCI World Tour Femenino 2025 | UCI World Tour Femenino 2025 | UCI World Tour Femenino 2025             | UCI World Tour Femenino 2025 | UCI World Tour Femenino 2025 |
| Fecha                        | País                         | Carrera                                  | Ganador                      |                              |
| ---------------------------- | ---------------------------- | ---------------------------------------- | ---------------------------- | ---------------------------- |
| 17 – 19 de enero             | Australia                    | Santos Women's Tour                      | Noemi Rüegg                  |                              |
| 1 de feb                     | Australia                    | Cadel Evans Great Ocean Road Race Women  | Ally Wollaston               |                              |
| 6 – 9 de febrero             | Emiratos Árabes Unidos       | UAE Tour women                           | Elisa Longo Borghini         |                              |
| 1 de mar                     | Bélgica                      | Omloop Het Nieuwsblad femenina           | Lotte Claes                  |                              |
| 8 de mar                     | Italia                       | Strade Bianche femenina                  | Demi Vollering               |                              |
| 16 de mar                    | Italia                       | Trofeo Alfredo Binda-Comune di Cittiglio | Elisa Balsamo                |                              |
| 22 de mar                    | Italia                       | Sanremo Women                            | Lorena Wiebes                |                              |
| 27 de mar                    | Bélgica                      | Tres Días Brujas-La Panne femenina       | Lorena Wiebes                |                              |
| 30 de mar                    | Bélgica                      | Gante-Wevelgem femenina                  |                              |                              |
| 6 de abr                     | Bélgica                      | Tour de Flandes femenino                 |                              |                              |
| 12 de abr                    | Francia                      | París-Roubaix femenina                   |                              |                              |
| 20 de abr                    | Países Bajos                 | Amstel Gold Race femenina                |                              |                              |
| 23 de abr                    | Bélgica                      | Flecha Valona Femenina                   |                              |                              |
| 27 de abr                    | Bélgica                      | Lieja-Bastoña-Lieja Femenina             |                              |                              |
| 4 – 10 de mayo               | España                       | La Vuelta Femenina                       |                              |                              |
| 16 – 18 de mayo              | España                       | Itzulia Women                            |                              |                              |
| 22 – 25 de mayo              | España                       | Vuelta a Burgos Féminas                  |                              |                              |
| 5 – 8 de junio               | Reino Unido                  | The Women's Tour                         |                              |                              |
| 12 – 15 de junio             | Suiza                        | Vuelta a Suiza Femenina                  |                              |                              |
| 21 de jun                    | Dinamarca                    | Copenhagen Sprint (women)                |                              |                              |
| 6 – 13 de julio              | Italia                       | Giro de Italia Femenino                  |                              |                              |
| 26 de julio – 3 de agosto    | Francia                      | Tour de Francia Femenino                 |                              |                              |
| 15 – 17 de agosto            | Suiza                        | Tour de Romandie Féminin                 |                              |                              |
| 19 – 24 de agosto            | Noruega                      | Tour de Escandinavia                     | cancelada                    |                              |
| 30 de ago                    | Francia                      | Gran Premio Femenino de Plouay           |                              |                              |
| 7 – 12 de octubre            | Países Bajos                 | Boels Ladies Tour                        |                              |                              |
| 14 – 16 de octubre           | República Popular China      | Tour de la Isla de Chongming             |                              |                              |
| 19 de oct                    | República Popular China      | Tour de Guangxi Femenino                 |                              |                              |

## Baremo 2025
Todas las carreras otorgan puntos para el UCI World Ranking Femenino, incluyendo a todas las corredoras de los equipos de categoría UCI Team Femenino.
El baremo de puntuación es el mismo para todos las carreras, pero las carreras por etapas (2.WWT), otorgan puntos adicionales por las victorias de etapa y por vestir la camiseta del líder de la clasificación general:
| Posición              | 1.ª | 2.ª | 3.ª | 4.ª | 5.ª | 6.ª | 7.ª | 8.ª | 9.ª | 10.ª | 11.ª | 12.ª | 13.ª | 14.ª | 15.ª | 16.ª-20.ª | 21.ª-30.ª | 31.ª-40.ª |
| Clasificación general | 400 | 320 | 260 | 220 | 180 | 140 | 120 | 100 | 80  | 68   | 56   | 48   | 40   | 32   | 28   | 24        | 16        | 8         |
| Por etapa             | 50  | 40  | 30  | 25  | 20  | 18  | 15  | 10  | 8   | 6    |      |      |      |      |      |           |           |           |
| Líder                 | 8   |     |     |     |     |     |     |     |     |      |      |      |      |      |      |           |           |           |
| Mejor joven           | 6   | 4   | 2   |     |     |     |     |     |     |      |      |      |      |      |      |           |           |           |

## Clasificaciones parciales
Estas son las clasificaciones parciales tras la disputa de XXX:
Nota: ver Baremos de puntuación

### Clasificación individual
| Posición | Corredora    | Equipo | Puntos |
| -------- | ------------ | ------ | ------ |
| 1.º      | Bandera de ? |        |        |
| 2.º      | Bandera de ? |        |        |
| 3.º      | Bandera de ? |        |        |
| 4.º      | Bandera de ? |        |        |
| 5.º      | Bandera de ? |        |        |
| 6.º      | Bandera de ? |        |        |
| 7.º      | Bandera de ? |        |        |
| 8.º      | Bandera de ? |        |        |
| 9.º      | Bandera de ? |        |        |
| 10.º     | Bandera de ? |        |        |

| Posiciones 11ª a la 20ª | Posiciones 11ª a la 20ª | Posiciones 11ª a la 20ª | Posiciones 11ª a la 20ª |
| ----------------------- | ----------------------- | ----------------------- | ----------------------- |
| 11.º                    | Bandera de ?            |                         |                         |
| 12.º                    | Bandera de ?            |                         |                         |
| 13.º                    | Bandera de ?            |                         |                         |
| 14.º                    | Bandera de ?            |                         |                         |
| 15.º                    | Bandera de ?            |                         |                         |
| 16.º                    | Bandera de ?            |                         |                         |
| 17.º                    | Bandera de ?            |                         |                         |
| 18.º                    | Bandera de ?            |                         |                         |
| 19.º                    | Bandera de ?            |                         |                         |
| 20.º                    | Bandera de ?            |                         |                         |

### Clasificación por equipos
Esta clasificación se calculó sumando los puntos de las corredoras de cada equipo o selección en cada carrera. Los equipos con el mismo número de puntos se clasificaron de acuerdo a su corredora mejor clasificada.
| Posición | País         | Puntos |
| -------- | ------------ | ------ |
| 1.º      | Bandera de ? |        |
| 2.º      | Bandera de ? |        |
| 3.º      | Bandera de ? |        |
| 4.º      | Bandera de ? |        |
| 5.º      | Bandera de ? |        |

### Clasificación sub-23
| Posición | Corredora    | Equipo | Puntos |
| -------- | ------------ | ------ | ------ |
| 1.º      | Bandera de ? |        |        |
| 2.º      | Bandera de ? |        |        |
| 3.º      | Bandera de ? |        |        |
| 4.º      | Bandera de ? |        |        |
| 5.º      | Bandera de ? |        |        |

## Evolución de las clasificaciones
| Carrera (Vencedora) | Clasificación individual | Clasificación por equipos | Clasificación sub-23 |
| ------------------- | ------------------------ | ------------------------- | -------------------- |
| Santos Women's Tour |                          |                           |                      |
| Final               |                          |                           |                      |